# Szklarka (Grabin)
Szklarka – przysiółek w Polsce położony w województwie lubuskim, w powiecie krośnieńskim, w gminie Bytnica.
W latach 1975–1998 miejscowość administracyjnie należała do województwa zielonogórskiego.